# Ferdinando el Toro
Ferdinando el Toro es un cortometraje de Walt Disney Productions perteneciente al género de dibujos animados, lanzado el 25 de noviembre de 1938 por RKO Radio Pictures. Fue dirigido por Dick Rickard y está basado en el libro El cuento de Ferdinando, escrito por Munro Leaf.

## Argumento
En el prado donde vivía Ferdinando había una gran cantidad de toros, retozando juntos y entrechocando sus cabezas. Sólo había un toro que no estaba haciendo eso, y ese era Ferdinando. Todo lo que quería hacer era ir debajo de un árbol con sombra y oler las flores todo el día. Entonces un día su madre se dio cuenta de que no estaba jugando con los otros toros. Su madre le preguntó por qué no estaba chocando la cabeza con los otros toros. Respondió que lo único que quería hacer era sentarse y oler las flores. Por suerte, su madre fue muy comprensiva.
Con los años, Ferdinando creció y creció hasta que él ya era tan grande como el árbol. Los otros toros querían lograr un solo objetivo en la vida: estar en las corridas de toros en Madrid, España, pero no Ferdinando. Entonces, un día, cinco hombres de aspecto extraño estaban en el prado para ver a los toros. Cuando los toros se fijaron en ellos, lucharon tan duro como les era posible, con la esperanza de que iban a ser recogidos, pero no Ferdinando que volvió a oler las flores. Al igual que Ferdinando, ahí estaba sentado un abejorro en el que accidentalmente se sentó. Eso le hizo volverse loco y provocó un gran alboroto, golpeando a los otros toros y chocando contra un árbol. Los cinco hombres vitorearon y se llevaron a Ferdinando a Madrid.
Había un montón de emoción el día de la corrida. En los carteles, aparecía el que le llamaron Ferdinando el feroz. Al ruedo salieron banderilleros, picadores y el matador, que estaba siendo ovacionado. Cuando estaba saludando, una mujer del público le dio un ramo de flores que aterrizó en la mano. Entonces llegó el momento en que Ferdinando debía salir. Se preguntaba qué estaba haciendo allí. Los banderilleros y picadores tenían miedo y se escondieron, y el matador estaba muerto de miedo porque Ferdinando era grande y fuerte. Ferdinando alzó la vista hacia el hermoso ramo de flores que sujetaba el torero y fue hacia él. El matador estaba muy enojado porque Ferdinando no estaba cargando contra él, sino que solamente en admirar las flores del ramo. Finalmente, fue llevado fuera de la plaza y devuelto a su prado, donde continuó con su pasatiempo de sentarse tranquilamente bajo el árbol y oler las flores.

## Secuelas
Hubo una secuela del libro de este dibujo animado llamado "Ferdinando y los matones", una parte de la Walt Disney's Fun-to-Read Library.

## Premios
Ferdinando el Toro ganó en 1938 el Premio Óscar al mejor cortometraje animado. Lo ganó contra otros cortometrajes célebres como Mother Goose Goes Hollywood.

## Lanzamiento directo a vídeo
1. Disney Rarities: Celebrated Shorts: 1920s-1960s (DVD) 2005
2. Walt Disney's Timeless Tales Volume 2: The Ugly Duckling/Wind in the Willows/The Country Cousin (DVD) 2005
3. Walt Disney Animation Collection: Classic Short Films Volume 6: The Reluctant Dragon (DVD) 2009